# Linda Toscano
Linda Toscano, född 26 juni 1955, är en amerikansk travtränare. Hon har tränat hästar som Market Share, Chapter Seven, Molly Can Do It och Jet Laag. Hon valdes in Harness Racing Hall of Fame 2019.

## Biografi
Linda Toscano föddes och växte upp i Brooklyn i delstaten New York. Hon flyttade sedan till förorten, där hon började ta ridlektioner. Hon blev intresserade av trav- och passgångshästar då hon gick på Stony Brook State University i New York. Hon började där att utbilda sig till veterinär, men efter att hon fått sommarjobb på Roosevelt Raceway blev hon mer och mer intresserad av travsport.
Efter att ha arbetat hos Buddy Regan och John Campbell startade hon sin egen tränarrörelse 1985, och blev en av de ledande tränarna i delstaten New York. 1998 flyttade hon sin tränarrörelse, och hennes nya hemmabana blev då Meadowlands Racetrack. Hon är den mest vinstrika kvinnliga tränaren i banans historia, och har under sin karriär vunnit flera storlopp i hela Nordamerika.

## Större segrar i urval
| År   | Lopp                                   | Häst             | Kusk            |
| ---- | -------------------------------------- | ---------------- | --------------- |
| 2002 | Breeders Crown Open Mare Pace          | Molly Can Do It  | Jack Moiseyev   |
| 2011 | Breeders Crown 3YO Colt & Gelding Trot | Chapter Seven    | Jeff Gregory    |
| 2012 | Hambletonian Stakes                    | Market Share     | Tim Tetrick     |
| 2012 | Breeders Crown 3YO Colt & Gelding Pace | Heston Blue Chip | Tim Tetrick     |
| 2012 | Breeders Crown Open Trot               | Chapter Seven    | Tim Tetrick     |
| 2013 | Maple Leaf Trot                        | Market Share     | Tim Tetrick     |
| 2013 | Breeders Crown Open Trot               | Market Share     | Tim Tetrick     |
| 2015 | New York Sire Stakes, 3YOF             | Jewels In Hock   | Jim Morrill J:r |
| 2016 | Breeders Crown 2YO Colt & Gelding Trot | Walner           | Tim Tetrick     |
| 2018 | New York Sire Stakes, 3YOC&G           | Helpisontheway   | Jim Morrill J:r |
| 2019 | Meadowlands Pace                       | Best In Show     | Brian Sears     |
| 2020 | Breeders Crown 2YO Filly Trot          | Lady Chaos       | David Miller    |